# Haematopota fasciata
Haematopota fasciata är en tvåvingeart som beskrevs av Ricardo 1911. Haematopota fasciata ingår i släktet Haematopota och familjen bromsar. Inga underarter finns listade i Catalogue of Life.